# گوستاوو کویزادا
گوستاوو کویزادا (انگلیسی: Gustavo Quezada؛ زادهٔ ۶ آوریل ۱۹۹۷) بازیکن فوتبال اهل اسپانیا است.
از باشگاه‌هایی که در آن بازی کرده‌است می‌توان به باشگاه فوتبال ختافه اشاره کرد.